# Cyphogastra calepyga
Cyphogastra calepyga es una especie de escarabajo del género Cyphogastra, familia Buprestidae. Fue descrita científicamente por Thomson en 1857.
Alcanza unos 25 a 40 milímetros (0,98 a 1,57 pulgadas) de largo. El color básico es azul oscuro metalizado, con reflejos verdosos.

## Distribución geográfica
Esta especie es autóctona de las islas Kai de Indonesia.